# 933
| 933                |
| ------------------ |
| Dødsfald - Fødsler |
|                    |

| Gregoriansk kalender | 933 CMXXXIII            |
| Ab urbe condita      | 1686                    |
| Armensk kalender     | 382 ԹՎ ՅՁԲ              |
| Kinesiske kalender   | 3629 – 3630 壬辰 – 癸巳 |
| Etiopisk kalender    | 925 – 926               |
| Jødisk kalender      | 4693 – 4694             |
| Hindukalendere       |                         |
| - Vikram Samvat      | 988 – 989               |
| - Shaka Samvat       | 855 – 856               |
| - Kali Yuga          | 4034 – 4035             |
| Iransk kalender      | 311 – 312               |
| Islamisk kalender    | 321 – 322               |

Se også 933 (tal)